# Karosa C 934
Karosa C 934 je model linkového meziměstského autobusu, který vyráběla firma Karosa Vysoké Mýto v letech 1996 až 2003 (od roku 1999 v modifikované verzi C 934E). Jedná se o nástupce typu C 734.

## Konstrukce
Vůz C 934 je základním a také nejrozšířenějším modelem typové řady 900. Je to dvounápravový autobus s polosamonosnou karoserií panelové konstrukce. Motor s mechanickou převodovkou je umístěn za zadní nápravou v prostoru zadního panelu. C 934 konstrukčně vychází z typu C 734, od něhož se na první pohled odlišuje zaobleným přední čelem a poměrně mohutným čelem zadním. Sedačky pro cestující jsou rozmístěny 2+2 se střední uličkou, v zadní části autobusu (od druhých dveří) jsou umístěny na vyvýšené podestě. Zavazadlový prostor, který se nachází pod podlahou mezi nápravami, má objem 3,5 m³. Vstup do vozu zajišťují dvoje dvoukřídlé výklopné dveře přibližně stejné šířky. První jsou umístěny před přední nápravou, druhé před nápravou zadní.
Od roku 1999 byly tyto vozy vyráběny v inovované variantě označené C 934E. Největší změnou oproti klasickým autobusům C 934 je odlišné zamykání dveří vozu a uspořádání střešních větracích poklopů.

## Výroba a provoz
Prototyp vozu C 934 byl vyroben již v roce 1995, sériová výroba byla zahájena o rok později. V roce 1999 byl vůz mírně modifikován a pod označením C 934E byl oficiálně vyráběn do roku 2001. Na zvláštní objednávku se však vyráběl až do roku 2003. Zejména v letech 2002–2003 byly tyto autobusy vyráběny v takzvané „sibiřské“ verzi pro ruské ropné a plynárenské společnosti. Tyto vozy se vyznačovaly absencí větracích otvorů a vylepšeným topným systémem. Celkem bylo vyrobeno 1396 kusů autobusů C 934 a C 934E.
Vozy C 934 jsou určeny především pro kratší meziměstské a regionální linky. Dopravní podniky tyto autobusy ve velkém počtu nenakupovaly. V České republice zůstává v současné době[kdy?] v linkové dopravě v provozu 1 autobus, další nebyl doposud zařazen do provozu a jeden byl prodán filmařům a později nabízen na náhradní díly, ostatní jsou buď šrotované nebo odstavené.

## Historické vozy
- KŽC Doprava (vůz SPZ AKA 02-25)
- MHDT Kladno (vůz SPZ 1U2 6390)